# Paralcis
Psilalcis là một chi bướm đêm thuộc họ Geometridae.